# ビーバー・ダムズの戦い
ビーバー・ダムズの戦い（-のたたかい、英: Battle of Beaver Dams）は、米英戦争中の1813年6月24日に、ナイアガラ滝の西、現在のオンタリオ州ソロルド近くでイギリス軍とアメリカ軍との間に戦われた戦闘である。チャールズ・G・ボアストラー大佐が率いたアメリカ軍が、ジョージ砦に近いイギリス軍の基地ビーバー・ダムズを急襲しようとしたが失敗した。アメリカ軍は逆にイギリスと同盟するインディアンの待ち伏せに遭い、数の少ないイギリス軍に降伏することになった。

## 背景
1813年5月25日から27日、アメリカ軍はナイアガラ川がオンタリオ湖に流れ込む場所にあるジョージ砦の戦いでイギリス軍の基地を奪取し、守備兵を破った。アメリカ軍はイギリス軍を西に追撃したが、追撃軍がきちんと組織立てられていなかったので、ストーニー・クリークの戦いでイギリス軍の反撃に遭い、またナイアガラ川近くまで後退した。これと同時に、ナイアガラ半島のアメリカ陸軍を支援していたアメリカ海軍の船隊が、基地としていた港が攻撃される恐れが出てきたために急遽撤退していた。
アメリカ軍は一旦ジョージ砦に入った。イギリス軍は押し返して、今日のオンタリオ州ソロルド市にあった2つの基地、トウェルブ・マイル・クリークとビーバー・ダムズを占領した。この2つの基地を拠点にして民兵とインディアンがアメリカ軍に嫌がらせをかけていた。
ジョージ砦のアメリカ軍指揮官ジョン・パーカー・ボイド准将は、敵軍の脅威を払い、味方の士気を上げるために、ビーバー・ダムズへの急襲を決めた。

### アメリカ軍の作戦
アメリカ軍攻撃部隊は、第14歩兵連隊に第6、第13および第23歩兵連隊の各分遣隊、6ポンド野砲2門を擁する砲兵中隊、20名の竜騎兵およびニューヨーク州民兵から40名の騎馬志願兵中隊で構成された。指揮官は最近昇格したばかりの第14歩兵連隊チャールズ・G・ボアストラー大佐であった。6月23日の夕暮れ時、ボアストラーの軍隊は密かに砦を出て、クィーンストンの村に入り、住人の家などの建物を宿舎とした。
カナダ人の間に語り継がれた話では、数人の士官がカナダ民兵大尉のジェイムズ・セコールの家を宿舎とした。セコールは前年のクィーンストン・ハイツの戦いで重傷を負っていた。セコールの妻ローラ・セコールはアメリカ軍士官達がその作戦について議論しているのを立ち聞きした。6月23日の未明、ローラはイギリス軍の基地に警告するために家を出た。アメリカ軍は村の周りに歩哨を立てていたが、ローラが牛の乳搾りに行くという話を信じてローラを出て行かせた。ローラは森を抜けて歩き続け、偶然インディアンの宿営地に辿り着いた。インディアンがイギリス軍基地の指揮官ジェイムズ・フィッツギボン中尉の所までローラを連れて行った。フィッツギボンはローラの話を聞いて直ぐに行動に移り、アメリカ軍が通ってくると思われる道に450名のインディアン戦士を待ち伏せさせた。
このカナダ人の説話と同じくらいありそうな話は、インディアンが彼らの放った斥候からアメリカ軍の存在とその意図に気付き、自ら待ち伏せの手配をしたうえで、フィッツギボンにも注進したというものである（注進はトウェルブ・マイル・クリークのド・ハーレン少佐にもなされた）。

## 戦闘
インディアンの主力部隊は300名のカフナワケ族であった（当時の資料では、カフナワガともよばれている。カフナワケ族はイエズス会の宣教師によって早くからキリスト教に改宗していた）。指揮を執ったのはインディアン部局のドミニク・デュシャルム大尉であり、アイザック・ルクレア中尉とJ.B.ド・ロリミア中尉が補佐した。他にウィリアム・ジョンソン・カー大尉の下に100名のモホーク族戦士がいた。この部隊はビーバー・ダムズの東1.5マイル (2.5 km)の深い森の中で待ち伏せることにした。フィッツギボンの部下は第49歩兵連隊の46名に過ぎず、予備隊とされた。
アメリカ軍は6月24日の朝遅くにクィーンストンを出た。ビーバー・ダムズに近づくに連れて、インディアンが側面と後方から近づいて来ているのに気付いたが、ボアストラーは作戦を変えなかった。インディアンが発砲し、ボアストラーは負傷して荷車に運び込まれた。アメリカ軍の証言では、インディアンに森の中から出てきて広い戦場で戦うように仕向けた。そこでならアメリカ軍は大砲が使え、インディアンにはそのような利点が無かった。この時、フィッツギボンが仲裁に入った。フィッツギボンは白旗を持ってボアストラーに呼びかけ、アメリカ軍は数で負けていて取り囲まれており、ここで降伏しなければ、インディアンがアメリカ全軍を殺すまで抑えることはできないと叫んだ。負傷していたボアストラーは、484名の兵士と共に降伏した。
インディアンは5名の戦士が死に、20名が負傷した。アメリカ軍は56名の損失であった。負傷者の何人かは復讐心に燃えたインディアンによって殺害され頭皮を剥かれたという報告もある。

## 結果
ボアストラー分遣隊の敗北はジョージ砦のアメリカ軍の士気を下げた。この時から砦を放棄した12月10日まで、砦から1マイル以上離れた所に偵察を送ることすらほとんど無かった。インディアンに対する恐怖を増強するようなことが7月8日に起こった。イギリス軍の第8連隊の1隊と地元の竜騎兵およびジョン・ノートンの指揮するインディアンが、ジョージ砦をイギリス軍が放棄したときに慌ててトゥー・マイル・クリークに埋めた薬箱を取り出しに行った。エルドリッジ中尉の指揮する第13歩兵連隊の1隊がイギリス兵を追いかけたが、途中でインディアンの待ち伏せに遭い、28名が失われた。
9月、ボイドを含めアメリカ軍正規兵の多くはサケット港に転進となり、砦はニューヨーク州民兵に渡された。

## 伝説
様々なインディアンやイギリス軍が演じたそれぞれの役割を考えると、土地の伝説は、「カフナワガが勝利を掴んだ。モホークは略奪し、フィッツギボンは功績を挙げた」となっている（おそらくモホーク族の指導者ジョン・ノートンから始まったと思われる）。
戦闘の直後にフィッツギボンがカー大尉に報告書を送った。次はその一部である。
ボアストラー大尉（原文まま）に関することで、インディアンを除けば我々の側から一発の銃弾も発射されていない。インディアンがアメリカ分遣隊を恐怖の状態に落とし込み、私は注意を引くだけで斧や川剥きナイフからアメリカ軍を守る絶好の瞬間を掴んだ。インディアン部局が残りをやった。
デュシャルム大尉は、彼自身アメリカ軍の降伏を要求した覚えはないと言った。デュシャルムはフランス系カナダ人として生まれ、人生の大半をインディアンの間で過ごしていたので、英語を話せなかった。

### ローラ・セコール
かなり後年の1827年、フィッツギボンは次のように書き記した。
私はここに次のことを保証する。1813年6月22日、当時のセント・デイビッド在のジェイムズ・セコールの妻、セコール夫人がセント・デイビッドの彼女の家から12マイルにもなる遠回りの道を通って、日没後にビーバー・ダムズに居た私の所に来て、彼女の夫がその前夜、当時ジョージ砦にいたアメリカ軍から分遣隊が翌朝（23日）に私の指揮下のビーバー・ダムズに居る第49連隊の分遣隊を急襲して捕まえる目的で派遣されることを、アメリカ軍の将校から知ったと伝えた。この情報を得て、私はノートン指揮下のインディアンに私の分遣隊を付けて、アメリカ軍分遣隊を阻止できる場所に赴かせ22日の夜に配置に就かせた。しかし、敵軍はそれを捕獲できた24日の朝まで現れなかった。その指揮官ボアストラー大佐は私との会話の中でセコール夫人が私に伝えたことの正しさをすべて確認し、アメリカ軍の急襲が最初に予定した23日には行われなかったとも証言した。
この証言によって、ローラ・セコールがアメリカ軍の作戦を知り、セント・デイビッドを出立したのが6月22日であり、アメリカ軍本隊はジョージ砦を出る前であったことがわかる（これは可能性がある話だが、歩哨と牛の話は信憑性がうすくなる）。